# 라디오매거진 부산
라디오매거진 부산은 대한민국의 방송국 기독교부산방송의 라디오 채널 부산CBS 표준FM에서 매주 토요일 오전 11시 5분부터 낮 12시까지 방송했던 라디오 시사 프로그램이다.

## 같이 보기
- 부산CBS 표준FM
- 기독교부산방송

| 부산CBS 표준FM 토요일 프로그램 |                         |                      |
| 이전                           | 라디오매거진 부산       | 다음                 |
| 그대 창가에 김석훈입니다       | 라디오매거진 부산       | 장문상의 해피송      |
| 오전 9시 5분 ~ 오전 11시       | 오전 11시 5분 ~ 낮 12시 | 낮 12시 5분 ~ 낮 1시 |
| 정시 CBS 노컷뉴스              | 정시 CBS 노컷뉴스       | 정시 CBS 노컷뉴스    |